# Adobe Content Server
Adobe Content Server é um software desenvolvido pela Adobe Systems para adicionar uma gestão de direitos digitais (DRM) a e-books. Foi desenvolvido para "proteger" e distribuir e-books Adobe nos formatos PDF ou EPUB por meio do programa Adobe Digital Editions, ou aplicações e dispositivos desenvolvidos utilizando a Adobe Reader Mobile SDK, cobrindo uma ampla gama de tablets, smartphones e dispositivos dedicados. O Adobe Content Server também trabalha em conjunto com o ADEPT (Adobe Digital Experience Protection Technology), o sistema de gestão de direitos autorais da Adobe.